# Ipomoea sagittata
Ipomoea sagittata là một loài thực vật có hoa trong họ Bìm bìm. Loài này được Poir. mô tả khoa học đầu tiên năm 1789.

## Hình ảnh

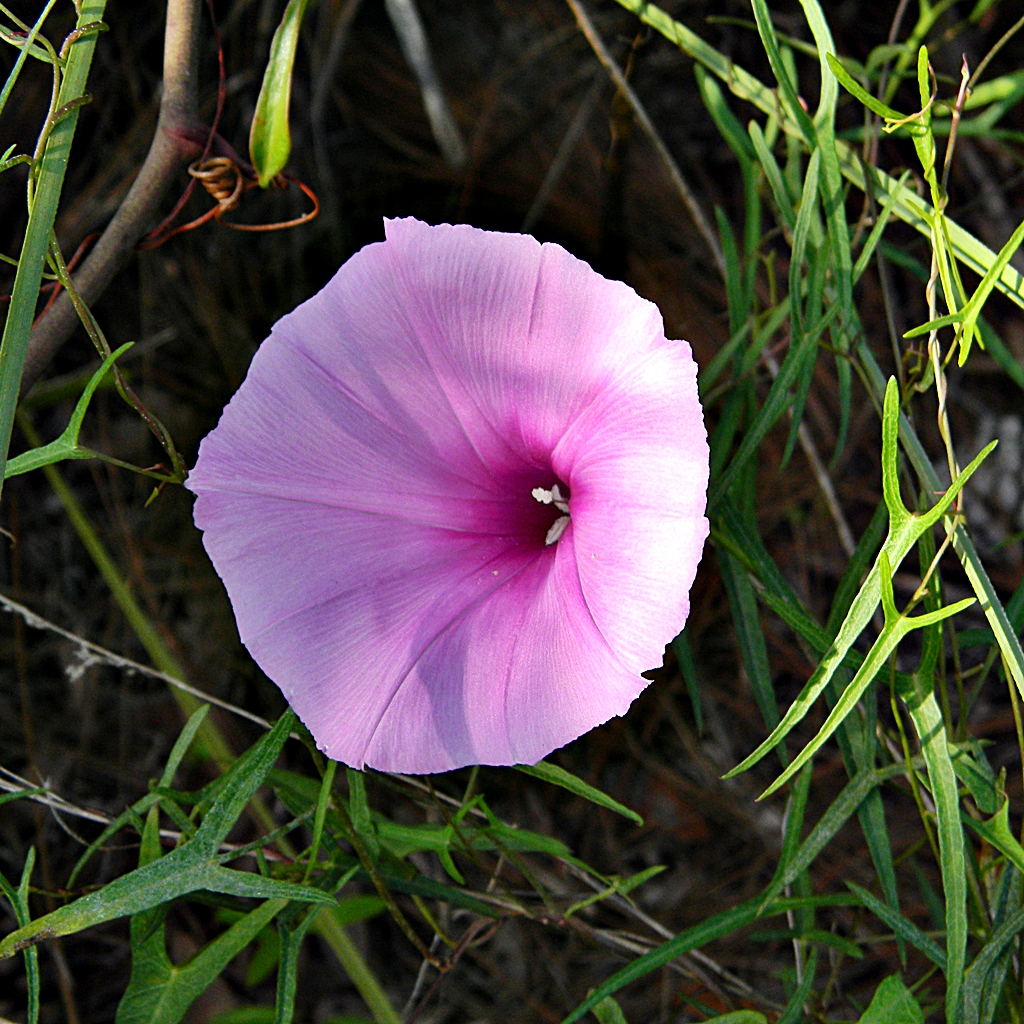
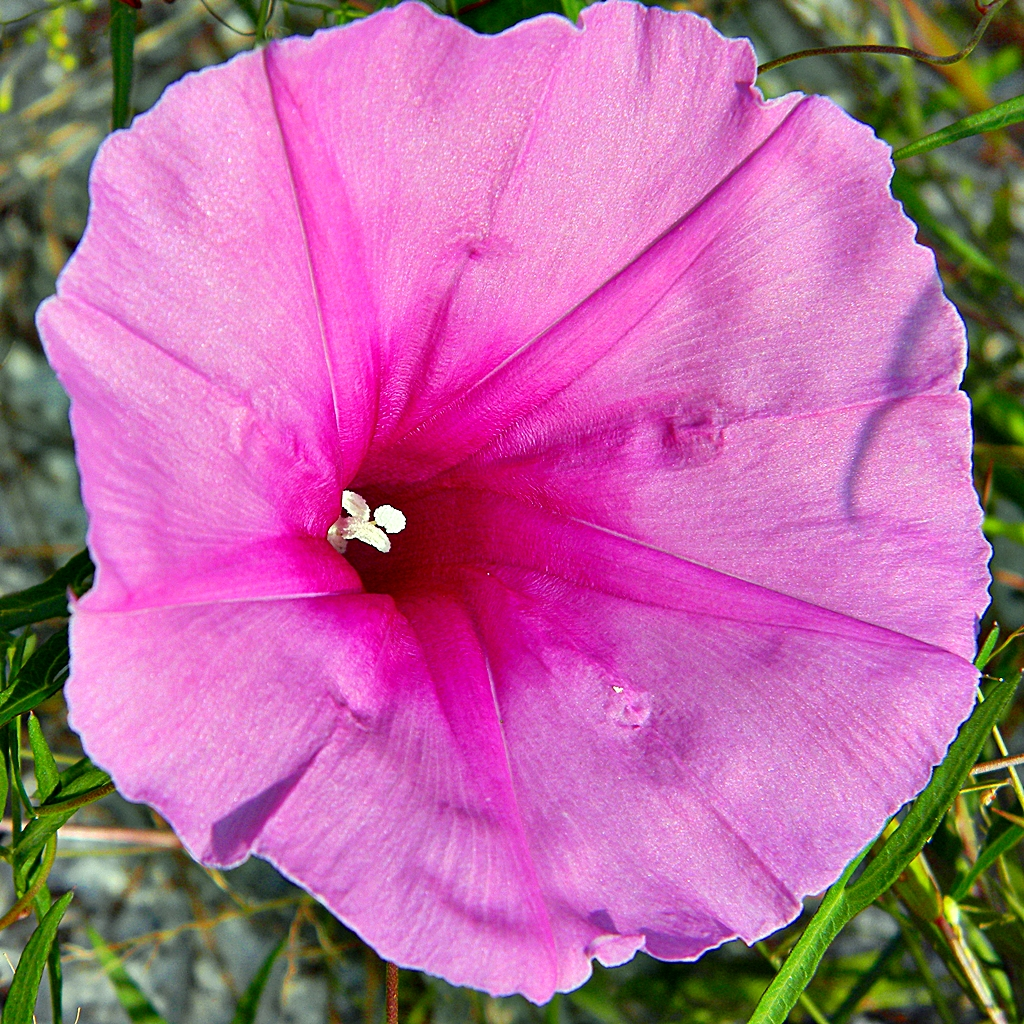
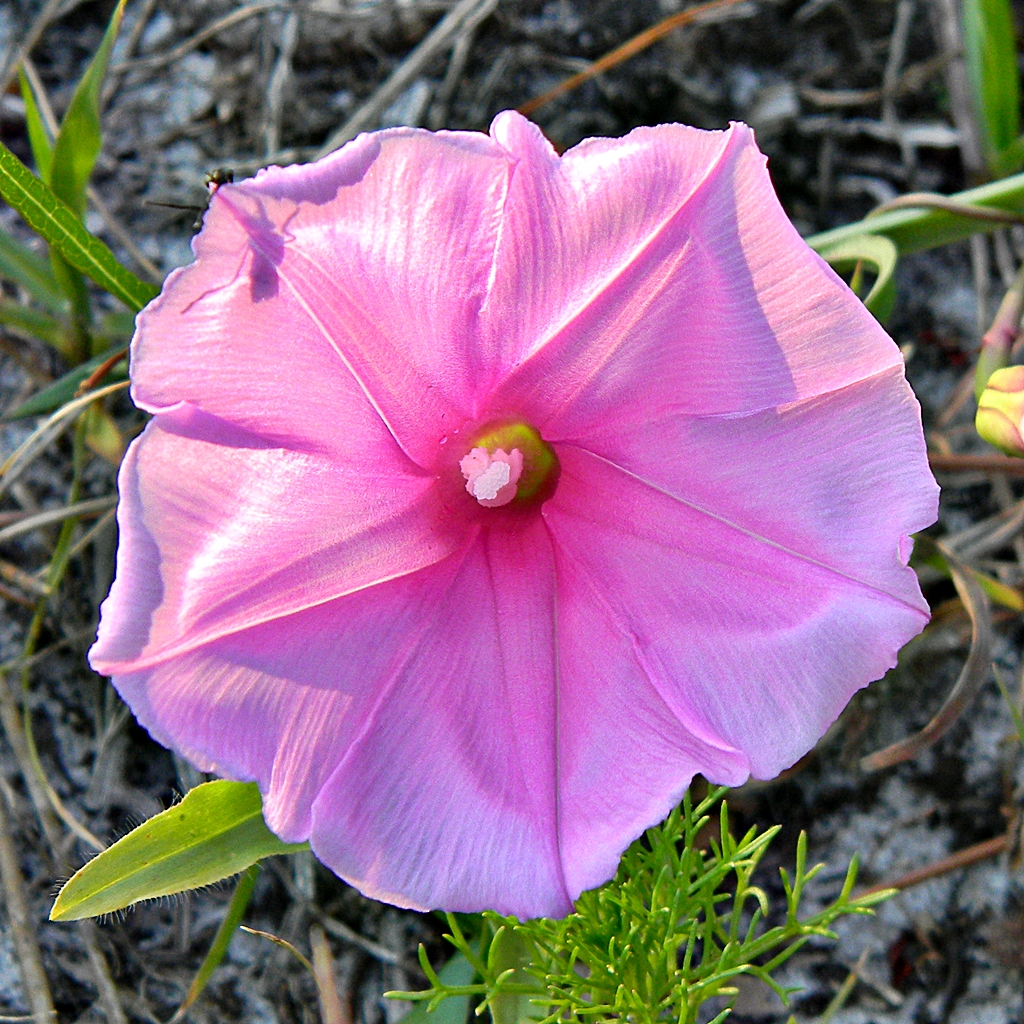